# Scheibe SF 33
Die Scheibe SF 33 Trainer ist ein einsitziger von der Firma Scheibe-Flugzeugbau GmbH in Gemischtbauweise hergestellter Motorsegler.

## Geschichte
Bei der SF 33 handelt es sich um eine Weiterentwicklung der SF 29. Wie der Beiname „Trainer“ andeutet, war das Ziel der Konstruktion, ein einfach zu fliegendes Flugzeug für Ausbildungs- bzw. Übungszwecke zu schaffen. Der Erstflug erfolgte 1977. Es blieb bei der Fertigung des einen Prototyps, der das Luftfahrzeugkennzeichen D-KOCH erhielt und später in die USA und dann nach Kanada verkauft wurde.

## Konstruktion
Der Motorsegler ist ein eigenstartfähiger Tiefdecker mit einem festen Fahrwerk, bestehend aus einem Zentral- und einem Spornrad sowie Stützrädern unter jeder Tragfläche, ähnlich wie beim Scheibe-Falken. Gefertigt wurde die SF 33 in Gemischtbauweise, die Motorisierung erfolgte durch einen BMW-Motorradmotor mit 25 kW (35 PS bei einer Drehzahl von 3500 min−1). Das freitragende Normalleitwerk ist wie bei anderen Scheibe-Konstruktionen ebenfalls in Holzbauweise ausgeführt, wobei die Flossen sperrholzbeplankt und die Ruder stoffbespannt sind. Die Tragflächen sind ähnlich wie bei der ASK 13 nach vorne gepfeilt und verfügen über Bremsklappen auf der Flügeloberseite.

## Technische Daten
| Kenngröße             | Daten                        |
| --------------------- | ---------------------------- |
| Spannweite            | 15 m                         |
| Flächenbelastung      | max. 29,2 kg/m²              |
| Länge                 | 6,75 m                       |
| Leergewicht           | 300 kg                       |
| max. Abfluggewicht    | 410 kg                       |
| Antrieb               | 1 × 2-Zylinder-Viertakt, BMW |
| Leistung              | 25 kW (35 PS)                |
| max. Steigrate        | ca. 2,3 m/s                  |
| Reisegeschwindigkeit  | 150 km/h                     |
| Höchstgeschwindigkeit | 170 km/h                     |
| min. Sinken           | 0,8 m/s bei 70 km/h          |
| Gleitzahl             | 28                           |